# The Spark
The Spark is een nummer van de Nederlandse muziekproducent Afrojack samen met de Amerikaanse zanger Spree Wilson. Het kwam uit op 11 oktober 2013 door Island Records en staat op zijn debuutalbum Forget the World. Het nummer kwam nog een keer uit in november en kwam de UK Singles Chart binnen op de zeventiende plek. 

## Tracklijst
| Nr. | Titel                        | Duur  |
| --- | ---------------------------- | ----- |
| 1.  | The Spark (met Spree Wilson) | 05:11 |

| Nr. | Titel                                | Duur  |
| --- | ------------------------------------ | ----- |
| 1.  | The Spark (Tiësto vs. Twoloud remix) | 04:36 |
| 2.  | The Spark (DubVision remix)          | 06:00 |
| 3.  | The Spark (Michael Calfan remix)     | 06:02 |
| 4.  | The Spark (Tetsuya Komuro remix)     | 04:04 |
| 5.  | The Spark (Blasterjaxx remix)        | 05:22 |

## Hitnoteringen

### Nederlandse Top 40
| Hitnotering: 19-10-2013 t/m 22-02-2014 | Hitnotering: 19-10-2013 t/m 22-02-2014 | Hitnotering: 19-10-2013 t/m 22-02-2014 | Hitnotering: 19-10-2013 t/m 22-02-2014 | Hitnotering: 19-10-2013 t/m 22-02-2014 | Hitnotering: 19-10-2013 t/m 22-02-2014 | Hitnotering: 19-10-2013 t/m 22-02-2014 | Hitnotering: 19-10-2013 t/m 22-02-2014 | Hitnotering: 19-10-2013 t/m 22-02-2014 | Hitnotering: 19-10-2013 t/m 22-02-2014 | Hitnotering: 19-10-2013 t/m 22-02-2014 | Hitnotering: 19-10-2013 t/m 22-02-2014 | Hitnotering: 19-10-2013 t/m 22-02-2014 | Hitnotering: 19-10-2013 t/m 22-02-2014 | Hitnotering: 19-10-2013 t/m 22-02-2014 | Hitnotering: 19-10-2013 t/m 22-02-2014 | Hitnotering: 19-10-2013 t/m 22-02-2014 | Hitnotering: 19-10-2013 t/m 22-02-2014 | Hitnotering: 19-10-2013 t/m 22-02-2014 | Hitnotering: 19-10-2013 t/m 22-02-2014 | Hitnotering: 19-10-2013 t/m 22-02-2014 |
| Week:                                  | 1                                      | 2                                      | 3                                      | 4                                      | 5                                      | 6                                      | 7                                      | 8                                      | 9                                      | 10                                     | 11                                     | 12                                     | 13                                     | 14                                     | 15                                     | 16                                     | 17                                     | 18                                     | 19                                     |                                        |
| -------------------------------------- | -------------------------------------- | -------------------------------------- | -------------------------------------- | -------------------------------------- | -------------------------------------- | -------------------------------------- | -------------------------------------- | -------------------------------------- | -------------------------------------- | -------------------------------------- | -------------------------------------- | -------------------------------------- | -------------------------------------- | -------------------------------------- | -------------------------------------- | -------------------------------------- | -------------------------------------- | -------------------------------------- | -------------------------------------- | -------------------------------------- |
| Positie:                               | 38                                     | 22                                     | 14                                     | 16                                     | 16                                     | 19                                     | 21                                     | 24                                     | 25                                     | 27                                     | 28                                     | 28                                     | 25                                     | 22                                     | 21                                     | 20                                     | 20                                     | 34                                     | 40                                     | uit                                    |

### NederlandseSingle Top 100
| Hitnotering: (Week 1 t/m 22) 19-10-2013 t/m 15-03-2014 Hitnotering: (Week 23) 29-03-2014 | Hitnotering: (Week 1 t/m 22) 19-10-2013 t/m 15-03-2014 Hitnotering: (Week 23) 29-03-2014 | Hitnotering: (Week 1 t/m 22) 19-10-2013 t/m 15-03-2014 Hitnotering: (Week 23) 29-03-2014 | Hitnotering: (Week 1 t/m 22) 19-10-2013 t/m 15-03-2014 Hitnotering: (Week 23) 29-03-2014 | Hitnotering: (Week 1 t/m 22) 19-10-2013 t/m 15-03-2014 Hitnotering: (Week 23) 29-03-2014 | Hitnotering: (Week 1 t/m 22) 19-10-2013 t/m 15-03-2014 Hitnotering: (Week 23) 29-03-2014 | Hitnotering: (Week 1 t/m 22) 19-10-2013 t/m 15-03-2014 Hitnotering: (Week 23) 29-03-2014 | Hitnotering: (Week 1 t/m 22) 19-10-2013 t/m 15-03-2014 Hitnotering: (Week 23) 29-03-2014 | Hitnotering: (Week 1 t/m 22) 19-10-2013 t/m 15-03-2014 Hitnotering: (Week 23) 29-03-2014 | Hitnotering: (Week 1 t/m 22) 19-10-2013 t/m 15-03-2014 Hitnotering: (Week 23) 29-03-2014 | Hitnotering: (Week 1 t/m 22) 19-10-2013 t/m 15-03-2014 Hitnotering: (Week 23) 29-03-2014 | Hitnotering: (Week 1 t/m 22) 19-10-2013 t/m 15-03-2014 Hitnotering: (Week 23) 29-03-2014 | Hitnotering: (Week 1 t/m 22) 19-10-2013 t/m 15-03-2014 Hitnotering: (Week 23) 29-03-2014 | Hitnotering: (Week 1 t/m 22) 19-10-2013 t/m 15-03-2014 Hitnotering: (Week 23) 29-03-2014 | Hitnotering: (Week 1 t/m 22) 19-10-2013 t/m 15-03-2014 Hitnotering: (Week 23) 29-03-2014 | Hitnotering: (Week 1 t/m 22) 19-10-2013 t/m 15-03-2014 Hitnotering: (Week 23) 29-03-2014 | Hitnotering: (Week 1 t/m 22) 19-10-2013 t/m 15-03-2014 Hitnotering: (Week 23) 29-03-2014 | Hitnotering: (Week 1 t/m 22) 19-10-2013 t/m 15-03-2014 Hitnotering: (Week 23) 29-03-2014 | Hitnotering: (Week 1 t/m 22) 19-10-2013 t/m 15-03-2014 Hitnotering: (Week 23) 29-03-2014 | Hitnotering: (Week 1 t/m 22) 19-10-2013 t/m 15-03-2014 Hitnotering: (Week 23) 29-03-2014 | Hitnotering: (Week 1 t/m 22) 19-10-2013 t/m 15-03-2014 Hitnotering: (Week 23) 29-03-2014 | Hitnotering: (Week 1 t/m 22) 19-10-2013 t/m 15-03-2014 Hitnotering: (Week 23) 29-03-2014 | Hitnotering: (Week 1 t/m 22) 19-10-2013 t/m 15-03-2014 Hitnotering: (Week 23) 29-03-2014 | Hitnotering: (Week 1 t/m 22) 19-10-2013 t/m 15-03-2014 Hitnotering: (Week 23) 29-03-2014 | Hitnotering: (Week 1 t/m 22) 19-10-2013 t/m 15-03-2014 Hitnotering: (Week 23) 29-03-2014 | Hitnotering: (Week 1 t/m 22) 19-10-2013 t/m 15-03-2014 Hitnotering: (Week 23) 29-03-2014 |
| Week:                                                                                    | 1                                                                                        | 2                                                                                        | 3                                                                                        | 4                                                                                        | 5                                                                                        | 6                                                                                        | 7                                                                                        | 8                                                                                        | 9                                                                                        | 10                                                                                       | 11                                                                                       | 12                                                                                       | 13                                                                                       | 14                                                                                       | 15                                                                                       | 16                                                                                       | 17                                                                                       | 18                                                                                       | 19                                                                                       | 20                                                                                       | 21                                                                                       | 22                                                                                       |                                                                                          | 23                                                                                       |                                                                                          |
| ---------------------------------------------------------------------------------------- | ---------------------------------------------------------------------------------------- | ---------------------------------------------------------------------------------------- | ---------------------------------------------------------------------------------------- | ---------------------------------------------------------------------------------------- | ---------------------------------------------------------------------------------------- | ---------------------------------------------------------------------------------------- | ---------------------------------------------------------------------------------------- | ---------------------------------------------------------------------------------------- | ---------------------------------------------------------------------------------------- | ---------------------------------------------------------------------------------------- | ---------------------------------------------------------------------------------------- | ---------------------------------------------------------------------------------------- | ---------------------------------------------------------------------------------------- | ---------------------------------------------------------------------------------------- | ---------------------------------------------------------------------------------------- | ---------------------------------------------------------------------------------------- | ---------------------------------------------------------------------------------------- | ---------------------------------------------------------------------------------------- | ---------------------------------------------------------------------------------------- | ---------------------------------------------------------------------------------------- | ---------------------------------------------------------------------------------------- | ---------------------------------------------------------------------------------------- | ---------------------------------------------------------------------------------------- | ---------------------------------------------------------------------------------------- | ---------------------------------------------------------------------------------------- |
| Positie:                                                                                 | 19                                                                                       | 26                                                                                       | 26                                                                                       | 23                                                                                       | 28                                                                                       | 25                                                                                       | 27                                                                                       | 25                                                                                       | 26                                                                                       | 34                                                                                       | 39                                                                                       | 32                                                                                       | 36                                                                                       | 36                                                                                       | 36                                                                                       | 45                                                                                       | 52                                                                                       | 63                                                                                       | 58                                                                                       | 72                                                                                       | 82                                                                                       | 91                                                                                       | uit                                                                                      | 94                                                                                       | uit                                                                                      |

### 3FM Mega Top 50
| Hitnotering: 19-10-2013 t/m 01-03-2014 | Hitnotering: 19-10-2013 t/m 01-03-2014 | Hitnotering: 19-10-2013 t/m 01-03-2014 | Hitnotering: 19-10-2013 t/m 01-03-2014 | Hitnotering: 19-10-2013 t/m 01-03-2014 | Hitnotering: 19-10-2013 t/m 01-03-2014 | Hitnotering: 19-10-2013 t/m 01-03-2014 | Hitnotering: 19-10-2013 t/m 01-03-2014 | Hitnotering: 19-10-2013 t/m 01-03-2014 | Hitnotering: 19-10-2013 t/m 01-03-2014 | Hitnotering: 19-10-2013 t/m 01-03-2014 | Hitnotering: 19-10-2013 t/m 01-03-2014 | Hitnotering: 19-10-2013 t/m 01-03-2014 | Hitnotering: 19-10-2013 t/m 01-03-2014 | Hitnotering: 19-10-2013 t/m 01-03-2014 | Hitnotering: 19-10-2013 t/m 01-03-2014 | Hitnotering: 19-10-2013 t/m 01-03-2014 | Hitnotering: 19-10-2013 t/m 01-03-2014 | Hitnotering: 19-10-2013 t/m 01-03-2014 | Hitnotering: 19-10-2013 t/m 01-03-2014 | Hitnotering: 19-10-2013 t/m 01-03-2014 | Hitnotering: 19-10-2013 t/m 01-03-2014 |
| Week:                                  | 1                                      | 2                                      | 3                                      | 4                                      | 5                                      | 6                                      | 7                                      | 8                                      | 9                                      | 10                                     | 11                                     | 12                                     | 13                                     | 14                                     | 15                                     | 16                                     | 17                                     | 18                                     | 19                                     | 20                                     |                                        |
| -------------------------------------- | -------------------------------------- | -------------------------------------- | -------------------------------------- | -------------------------------------- | -------------------------------------- | -------------------------------------- | -------------------------------------- | -------------------------------------- | -------------------------------------- | -------------------------------------- | -------------------------------------- | -------------------------------------- | -------------------------------------- | -------------------------------------- | -------------------------------------- | -------------------------------------- | -------------------------------------- | -------------------------------------- | -------------------------------------- | -------------------------------------- | -------------------------------------- |
| Positie:                               | 15                                     | 14                                     | 13                                     | 21                                     | 29                                     | 30                                     | 31                                     | 32                                     | 35                                     | 36                                     | 38                                     | 40                                     | 33                                     | 36                                     | 37                                     | 43                                     | 44                                     | 45                                     | 46                                     | 42                                     | uit                                    |